# Okres Sokołów
Okres Sokołów (polsky Powiat sokołowski) je okres v polském Mazovském vojvodství. Rozlohu má 1131,42 km² a v roce 2020 zde žilo 53 294 obyvatel. Sídlem správy okresu je město Sokołów Podlaski.

## Gminy
Městská:
- Sokołów Podlaski

Městsko-vesnická:
- Kosów Lacki

Vesnické:
- Bielany
- Ceranów
- Jabłonna Lacka
- Repki
- Sabnie
- Sokołów Podlaski
- Sterdyń

## Města
- Kosów Lacki
- Sokołów Podlaski

## Demografie
Počet obyvatel (informace z 13. listopadu 2005):
|         | Celkem | Celkem | Ženy   | Ženy | Muži   | Muži |
|         | Osob   | %      | Osob   | %    | Osob   | %    |
| ------- | ------ | ------ | ------ | ---- | ------ | ---- |
| Celkem  | 61 214 | 100    | 30 937 | 50,6 | 30 277 | 49,4 |
| Město   | 21 638 | 100    | 11 260 | 52,1 | 10378  | 47,9 |
| Vesnice | 39 576 | 100    | 19 677 | 49,7 | 19 898 | 50,3 |